# Megastigmus sinensis
Megastigmus sinensis är en stekelart som beskrevs av Mao-Ling Sheng 1989. Megastigmus sinensis ingår i släktet Megastigmus och familjen gallglanssteklar. Inga underarter finns listade i Catalogue of Life.